# Amélie Barbetta
Amélie Barbetta, née le 16 mars 1991 à Lyon, est une footballeuse internationale française évoluant au poste de milieu de terrain.

## Carrière

### Carrière en club
Amélie Barbetta est formée à l'ASVEL puis à l'Olympique lyonnais. Elle débute en première division lors de la saison 2008-2009 avec l'AS Saint-Étienne.

### Carrière en sélection
Amélie Barbetta est demi-finaliste du championnat d'Europe des moins de 19 ans 2009 et remporte la finale du championnat d'Europe des moins de 19 ans 2010. Elle joue ensuite deux matches lors de la Coupe du monde des moins de 20 ans 2010 (la France est éliminée en phase de groupes).

## Palmarès
- Vainqueur du Challenge de France en 2011 avec l'AS Saint-Étienne
- Vainqueur du championnat d'Europe des moins de 19 ans 2010 avec l'équipe de France des moins de 19 ans